# Goerzoef
Goerzoef (Russisch en Oekraïens: Гурзуф, Krim-Tataars: Gurzuf) is een resort op de Krim, Oekraïne, aan de noordkust van de Zwarte Zee met ruim 8000 inwoners.
Goerzoef is een voormalig Krim-Tataars dorp dat nu deel uitmaakt van de stad Jalta. Goerzoef werd beroemd door Aleksandr Poesjkin die het in 1821 bezocht. Mogelijk werd tsaar Alexander I van Rusland er door de 'Krimkoorts' besmet toen hij de plaats 6 november 1825 bezocht. Hij overleed 1 december in Taganrog. De beroemde choreograaf Marius Petipa overleed in Goerzoef. Het dorp is ook de zetel van het hoofdkwartier van de Euraziatische scoutingbeweging. In Goerzoef is voorts een Anton Tsjechovmuseum gevestigd.